# Марин Китагава
Марин Китагава (яп. 喜多川 海夢) — главная героиня японской манги My Dress-Up Darling, гяру, студентка первого курса и однокурсница главного героя Ваканы Годзё.

## Описание
Марин Китагава — девушка с внешностью гяру и экстравертным типом личности. Родилась 5 марта. Она энергична и инициативна, но неуклюжа в деталях и не особо искусна в работе, дружелюбная и уважающая других. Она увлечённая отаку с широким спектром предпочтений, от аниме в жанре махо-сёдзё до эротических видеоигр. Марин работает моделью и разбирается в стилях, макияже и выражении через внешний вид и фотографии.

## Разработка
Автор манги Синъити Фукуда создавая образ Марин хотел создать героиню, которая не будет стандартной «цундерэ» или «идеальной вайфу», а будет живой, страстной и поддерживающей. Фукуда неоднократно упоминал, что вдохновлялся реальными девушками, увлечёнными косплеем и аниме, а также своим уважением к креативным хобби. Фукуда хотел создать героиню, которая ломает стереотипы о женских персонажах в романтических мангах.
Хина Сугута, актриса озвучивания Марин, считала, что выражать эту роль было сложно, особенно когда нужно было передать эмоции. Во время записи она двигалась, чтобы лучше передать энергию Марин. После записи реплик она чувствовала сильный голод из-за приложенных усилий.

## Культурное влияние

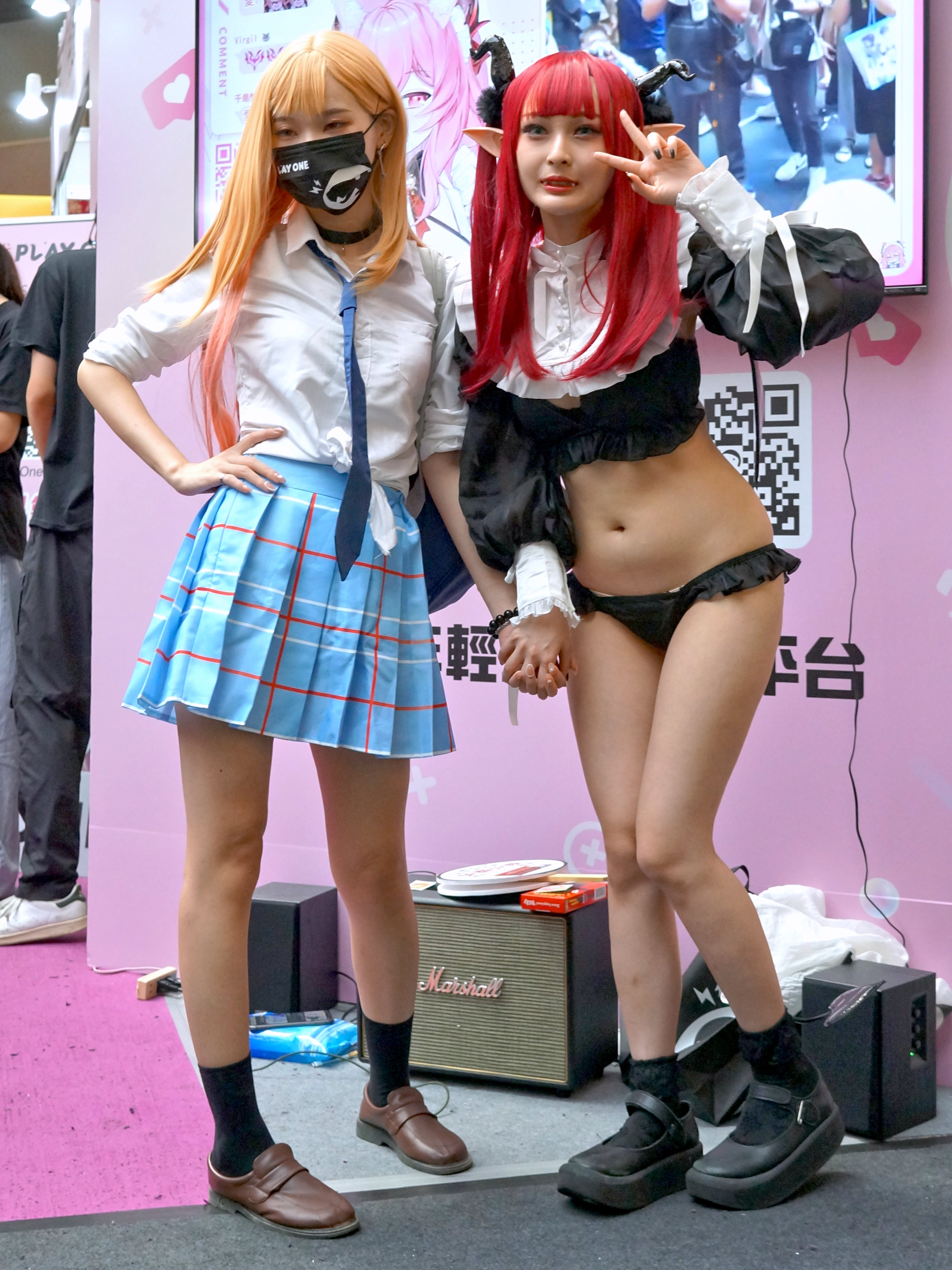
Японские косплеерши в образе Марин Китагавы

Японская модель и инфлюэнсер Akari Akase в косплей-образе Марин была широко показана на телевиденье и социальных платформах, что сделало персонажа манги известным за пределами традиционной аниме-аудитории. Образ Китагавы вдохновил множество косплееров с момента премьеры манги; популярный костюмер Nymphahri поделился своим видением школьницы, воссоздав некоторые из характерных поз персонажа.
В интервью режиссёр Кэйсукэ Синохара назвал Марин персонажем, «которого мы ещё не видели раньше», отметив её уникальную позицию как девушки, которая первой признаётся в своей любви, что оказалось особенно резонансно для женщин-зрителей. 
Издание The Times of India описывает мангу как «от ниши до мирового феномена», где Марин Китагава стала «массивной любимицей косплееров и фанатов аниме».

## Награды и номинации
- Newtype Anime Awards Лучший женский персонаж[11] .

- Crunchyroll Anime Awards — «Лучший главный персонаж»
- Crunchyroll Anime Awards — Персонаж категории «Нужно защищать любой ценой»[12].

- Anime Corner —  Топ-1 женский персонаж сезона 2022 года[13].

- AnimeClick[англ.] - Лучшая вайфу 2023 года[14].